# Christa van Santen
Louise Maria Christina (Christa) van Santen (Den Haag, 9 oktober 1932) is een Nederlandse beeldhouwer, beeldend kunstenaar, lichtkunstenaar, documentairemaker en schrijver.

## Loopbaan
Christa van Santen begon haar carrière als beeldend kunstenaar. In de jaren 1950 volgde zij een opleiding  aan de Haagse Vrije Academie Psychopolis waar ze les kreeg van Huub Hierck. Vanaf 1956 was haar werk regelmatig te zien in exposities door het hele land. 
In de jaren 1960  kreeg van Santen landelijke bekendheid met de cursus Doen en Zien, eerst in het Haags Gemeentemuseum, en later op televisie in een programma van het Openbaar Kunstbezit. Met deze cursus introduceerde ze in Nederland een nieuwe manier van kijken naar kunst voor het grote publiek. Doel van de cursus was om door ‘zelf doen’ meer begrip voor een schilderij, een beeld of afbeelding te kweken. Cursisten knipten en plakten, kneedden gips, werkten met klei en verf om vanuit een eigenhandige bestudering van de middelen een direct begrip voor kunst te ontwikkelen. Volgens van Santen was het vertrekpunt naar waardering voor een kunstwerk, het leren kennen van de middelen en materialen die tot een kunstwerk leiden. Het was, in Europa, een unieke methode die bijzonder aansloeg bij het publiek. Het succes leidde in 1968 tot de uitzending van de cursus op televisie, eerst als afsluiting van een programma van de Stichting Openbaar Kunstbezit, en in de jaren 1970-1971 tot een zelfstandig serie van telkens vier programma’s. In 1969 verscheen een boek over de methode. In het voorwoord bij het boek merkt Hein van Haaren, indertijd esthetisch adviseur van de PTT op dat Van Santen breekt met de traditie in de kunstpedagogie om via kunstgeschiedenis en kunstbeschouwing tot inzicht te komen. Van Santen stelt: "de praktijk vóór de theorie. De weg naar de beeldende kunst (...) leidt via de zelfwerkzaamheid naar het kijken-met-meer-begrip." De door Van Santen gehanteerde benaderingswijze komt in verkorte vorm terug in de titel van de cursus en het boek. Haar methode ontleende ze aan het Bauhaus, de Duitse kunstopleiding die Walter Gropius tussen 1919 en 1934 leidde. De hoofdstukken van het boek zijn vervolgens georganiseerd op basis van de 'elementaire beeldende middelen', waarmee een 'grammatica van de beeldende taal' wordt opgebouwd. Die hoofdstukken zijn: 
- Structuur; gesplitst in 'doen' en 'zien' en Structuur in de ruimte (beeldhouwen); ook weer in twee delen gesplitst
- Vorm in de ruimte en Vorm in het platte vlak
- Kleur
- Compositie in het platte vlak en Compositie in de ruimte
- Ritme
- Beweging

In de laatste hoofdstukken worden ten slotte enkele kunstwerken 'in hun geheel bekeken'  en worden nog een aantal praktische 'wenken voor het doen' gegeven. Het Dagblad De Telegraaf schreef in 1977 over het boek van Van Santen: "Het is een uitstekende gids voor wie in het creatief bezig zijn meer wil zien dan een zorgeloos spel om de tijd te verdrijven."
In de jaren tachtig  ontwikkelde van Santen zich tot lichtkunstenaar en lichtontwerper. Ze richtte haar eigen bureau Lite op waarmee ze projecten uitvoerde die te maken hadden met twee van haar grote interesses; licht en architectuur. In Nederland was Van Santen daarmee een pionier. Het was zeer ongewoon voor stedenbouwkundigen of architecten om samen te werken met een lichtdeskundige. Voor de stad Amsterdam schreef zij samen A. J. Hansen een zwartboek over licht en verlichting. Daarin kwam haar visie naar voren over architectuur en verlichting: "Architectuur is driedimensionaal: het gaat over ruimte, die door lichtwerking zichtbaar wordt. Door alleen de voorgevel aan te lichten, valt de diepte weg en daarmee het inzicht in de architectuur. Gaar word je van al die grachtengordels met uitgelichte gevelwanden. Het is zo obligaat, en bovendien is het lang niet alles. Achter die verlichte coulissen ligt nog een hele stad. Alles in de buurt van een hel verlicht gebouw wordt zwart. Op het Amstel Hotel bijvoorbeeld staat zo'n enorme batterij licht dat het alles in de omgeving wegdrukt. Niets zie je meer van de Amstel die erlangs loopt of van de kleine lampjes langs de Magere Brug. Bovendien komt de plastiek van de architectuur zo totaal niet tot zijn recht." Voor de stad Amsterdam verlichtte ze in 1994 de Beurs van Berlage en de Bijenkorf. Ook in andere gemeentes deed ze dergelijke grote projecten. (Zie verder bij 'Lichtprojecten'.)
Onderwijs
Behalve kunstenaar is Christa van Santen een gedreven docent. Tijdens een korte periode als onderwijzeres op de basisschool ontdekte ze haar affiniteit met lesgeven. Het werken met kinderen en het plezier van overbrengen zette ze eind jaren 1950 voort in lessen kunstzinnige expressie aan kinderwerkplaatsen in Den Haag. In een interview met het Algemeen Dagblad in 1964 zegt ze dol op kinderen te zijn: "Je leert zoveel van ze. Kinderen hebben gauw genoeg door of je de waarheid spreekt of liegt. Aan handenarbeid doen we niet. Het gaat om vrije expressie. je moet ze wel eens aansporen, maar ze zijn zo gauw enthousiast te maken." Van 1964 tot 1990 was ze verbonden aan de TU Delft, waar ze colleges 'licht in de architectuur' gaf. Haar lessen over vorm, kleur en licht in de architectuur trokken veel studenten vanwege haar praktische benadering. Samen met haar collega A.J. Hansen, schreef ze over deze onderwerpen meerdere boeken, die in verschillende talen vertaald zijn.  
Vrouwen en kunst
In de jaren zeventig en tachtig was van Santen betrokken bij activiteiten om vrouwen in de kunst (een voornamelijk mannen gedomineerd terrein) te ondersteunen. Samen met o.a. Liesbeth Brandt Corstius, Josine de Bruyn Kops en Karin Daan, richtte zij in 1977 de Stichting Vrouwen in de Beeldende Kunst (SVBK) op. In 1987 zat ze in de jury van de Judith Leysterprijs, een prijs voor een vrouwelijke beeldende kunstenaar, een jaar later was ze betrokken bij een project van Stichting Amazone (belangen van vrouwen en cultuur) ‘Utopisch wonen’.

## Opleidingen
- Verkorte opleiding leerkracht basisonderwijs
- Vrije Academie voor Beeldende Kunsten Den Haag
- Academie voor Schone Kunsten in Warschau

- Harvard Massachusetts Institute of Technology Cambridge USA

## Collecties
- Stedelijk Museum Schiedam

## Exposities
- 1956  Groepsexpositie Haagse salon Pulchri Studio Den Haag

- 1957   Werk in de Zingende Zolder

- 1960   Boerhavezalen in Leiden,  groepsexpositie Haagse salon Pulchri Studio  Den Haag  (met o.a. Jan Cremer)

- 1961   expositie in Delft

- 1962-1963  Cinema du Midi, Den Haag, Houtreliëfs en schilderijen

- 1964-1965 Galerie Hathor (Haags café), Den Haag, collages, schilderijen
- 1965   Metaalreliëf stadsdeel Eskamp, Den Haag[16]

- 1966  Cinema du Midi, Den Haag, schilderijen (met Nel Koen)

- 1967 Kunstcentrum Prinsentuin, Leeuwarden (samen met Huub Hierck), In de Lantaren, Kunstcentrum ’t Venster, Rotterdam, combinatie met Theater Scarabee, groepstentoonstelling

- 1970-1974  Speelplastieken;  kleuterschool Monica, in Haarlem, speelplastiek voor Rotterdamse kleuters, Montessorischool Amstelveen, Zwembad de Heerenduinen, IJmuiden,

- 1975  9 Nederlandse konstruktivistes ingericht door de toenmalige conservator Liesbeth Brandt Cortius. (Met Karin Daan, Ria van Eyck, Els de Groot, Neeltje Korteweg, Yvonne Kracht, Lou Loeber, Sonja Vincent, Truus Wilmink), in Stedelijk Museum Schiedam,  Groningen en Parijs (Institut Néerlandais)

- 1976  Galerie Agora, SBK, Maastricht, Kollages/zeefdrukken

- 1977-2022  Groepstentoonstellingen Haagse Kunstkring, Den Haag

- 1978  Speelplastieken, Slotervaart, Amsterdam

- 1978  Groepsexpositie Haagse salon Pulchri Studio  Den Haag

- 1980  Groepstentoonstelling, vrouwen in de beeldende kunst, Rijksacademie van Beeldende Kunsten Amsterdam, De Doelen, Rotterdam, kunstwerken van papier, groepstentoonstelling

- 1982  Aemstelle, Gemeentelijk expositiecentrum, Amstelveen, zeefdrukken

- 2011  Designhuis Eindhoven, Liberation of Light, groepstentoonstelling, Yksi

- 2013  In Verbindung mit licht,  Kulturbahnhof, Nettersheim

- 2017  GA Grafiekkalender II, Tentoonstelling in Grafisch atelier Den Bosch
- 2024 - 2025 Stedelijk Museum Schiedam, Groepstentoonstelling, Abstracte kunst van vrouwen toen en nu

## Lichtprojecten
- 1990-2021  LITE advies-ontwerpbureau voor daglicht en kunstlicht, gespecialiseerd in het aan- en uitlichten van monumenten/gebouwen. Van Santen verlichtte o.m. de Bijenkorf, het Paleis op de Dam, de Nieuwe Kerk en de Beurs van Berlage in Amsterdam,[17] de Sint-Janskathedraal in ‘s-Hertogenbosch, de Grote Kerk en het Stadhuis in Dordrecht, groengebieden in de verdedigingswerken[18], de Maria Magdalenakerk en het Stadshuis in Goes. Ze gaf diverse gemeentes in Nederland adviezen op het gebied van licht in de openbare ruimte.

## Docent en educatiemedewerker
- 1957-1964  Als vaste kracht verbonden aan een van de zeven centra voor vrijetijdsbesteding in Den Haag (Scheveningen).

- 1964-1970  In dienst van het Haagse Gemeente museum leidde zij twee creatieve evenementen, die uniek waren in Europa, een cursus “Doen en Zien” voor volwassenen en een werkplaats voor de kinderen van de bezoekers van het museum. Ze nodigde daarbij ook  kunstenaars uit als Ans Wortel.

- 1969-1990  Docent vormstudie aan de TU te Delft  bij de opleiding architectuur en stedenbouw.

- 1974-1990  Docent verlichtingskunde aan de TU Delft.

## Jurylid
- 1967  Dichterfestival van Theater Allerlei, Rotterdam

- 1969  Poëziewedstrijd van Theater Allerlei, Rotterdam, (samen met Ed Hoornik, Lidy van Marissen, J. Bernlef en J. Joppe)

- 1987  Judith Leysterprijs, prijs voor een vrouwelijke beeldende kunstenaar

## Documentaires en tv-en radioprogramma’s
- 1968-1971  De Stichting Openbaar Kunstbezit zendt de cursus “Zien en Doen” uit, eerst aan het einde van een programma van de Stichting, daarna als zelfstandig programma.

- 1973  Kleur, documentaire gesubsidieerd door CRM, (Ministerie van Cultuur, Recreatie en Maatschappelijk werk, tot 1982)

- 1977  Vorm in het platte vlak, documentaire gesubsidieerd door CRM

- 1988  Vorm in de ruimte, documentaire gesubsidieerd door CRM
- 1988 Organisatie van de tentoonstelling ‘Utopisch wonen’ door Stichting Amazone. Een tentoonstelling met ontwerpen van vrouw- en mensvriendelijke stadsontwerpen door zes vrouwelijke architecten. Op 20 september 1988 is hierover een radio-uitzending gemaakt met Christa van Santen.

## Publicaties
- 1966–1970:  Samensteller van de rubriek Mensen van Morgen op de laatste pagina van de Groene. Interviews met kinderen over hun huis stad en platteland.  De rubriek werd op 25 maart 1970 opgeheven.

- 1969: Doen en Zien, W. Gaade, Den Haag

- 1971: Met een beatfeest in de kerk nog geen christendom, Museumjournaal Rijksmuseum Vincent van Gogh

- 1976  1943-1945, Aart Wevers, Museum Fodor Amsterdam

- 1976  Tout droit - droit au but: neuf femmes constructivistes: Christa van Santen, Lou Loeber, Els de Groot, Karin Daan, Sonja Vincent, Ria van Eyk, Yvonne Kracht, Truus Wilmink, Neeltje Korteweg, Paris, Institut Néerlandais

- 1976  Kleur nader bezien, Alphen aan de Rijn, Samsom

- 1978  Katalogus van de tentoonstelling van Kees Balvers, Christa van Santen en Wies de Bles, Den Haag, Haagse Kunstkring

- 1979  Lichtlaboratoirium Delft, in Museumjournaal / Rijksmuseum Vincent van Gogh

- 1985  Licht in de architectuur: een beschouwing over dag- en kunstlicht, Amsterdam, De Bussy

- 1987  Lichtobjecten, Den Haag, Haagse Kunstkring

- 1989  Zichtbaar maken van schaduwpatronen : visuele communicatie in het bouwproces Delft, Publikatieburo, Faculteit der Bouwkunde

- 1989  Daglicht, kunstlicht: een leidraad, Delft, Delftse Universitaire Pers (met A.J. Hansen)

- 1991  Simuleren van daglicht: visuele communicatie in het bouwproces, Delft, Publikatieburo Bouwkunde (met A.J. Hansen)

- 1992  Licht, themanummer in Ruimte vol 9, no. 1

- 2000  Dagverlichting, het gebruik van stippendiagram en computor, Delft, Publikatieburo, Faculteit der Bouwkunde (met A.J. Hansen)

- 2006  Light zone city light planning in the urban context

- 2006  Lichtraum Stadt Lichtplanung im urbanen Kontext,  Basel Boston Berlin Birkhäuser 2007 城市光环境设计 Cheng shi guang huan jing she ji Auteurs(荷)克雷斯塔·范山顿 编著 ; 章梅译.章梅Zhang mei范山顿Fan shan dun, zhang mei.Fan shan dun